# Whippersnapper
In 1984 formeerde Dave Swarbrick de Engelse band Whippersnapper met Kevin Dempsey, Chris Leslie en Martin Jenkins, maar Dave besloot in 1989 zich bezig te gaan houden met een solo loopbaan en verliet de groep. Kevin Dempsey vormt nu weer met Swarbrick en Maartin Allcock het nieuwe trio Swarb's Lazarus.

## Discografie
- 1985 - Promises
- 1987 - Tsubo
- 1988 - These Foolish Strings
- 1990 - Fortune
- 1991 - Stories